# بوهوسلان
بوهوسلان (بالسويدية: Bohuslän) وهي محافظة سويدية في غوتالاند، تحيط بهذه المقاطعة مقاطعات دالسلاند وفاسترغوتلاند من الشرق و بحر الشمال من الغرب ومقاطعة أستفلد في النرويج من الشمال ويبلغ عدد سكان هذه المقاطعة 287233 نسمة .

## معرض صور

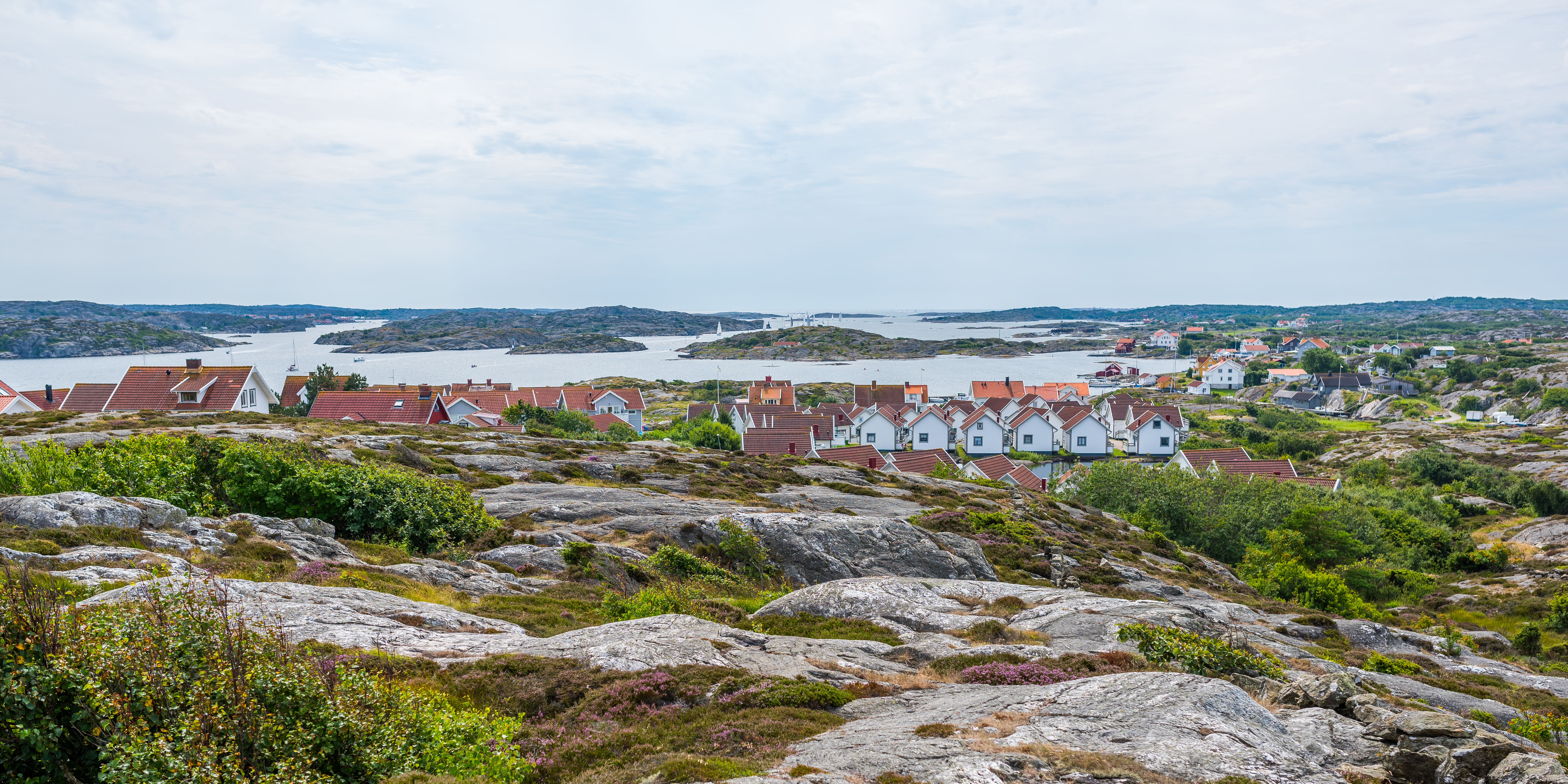
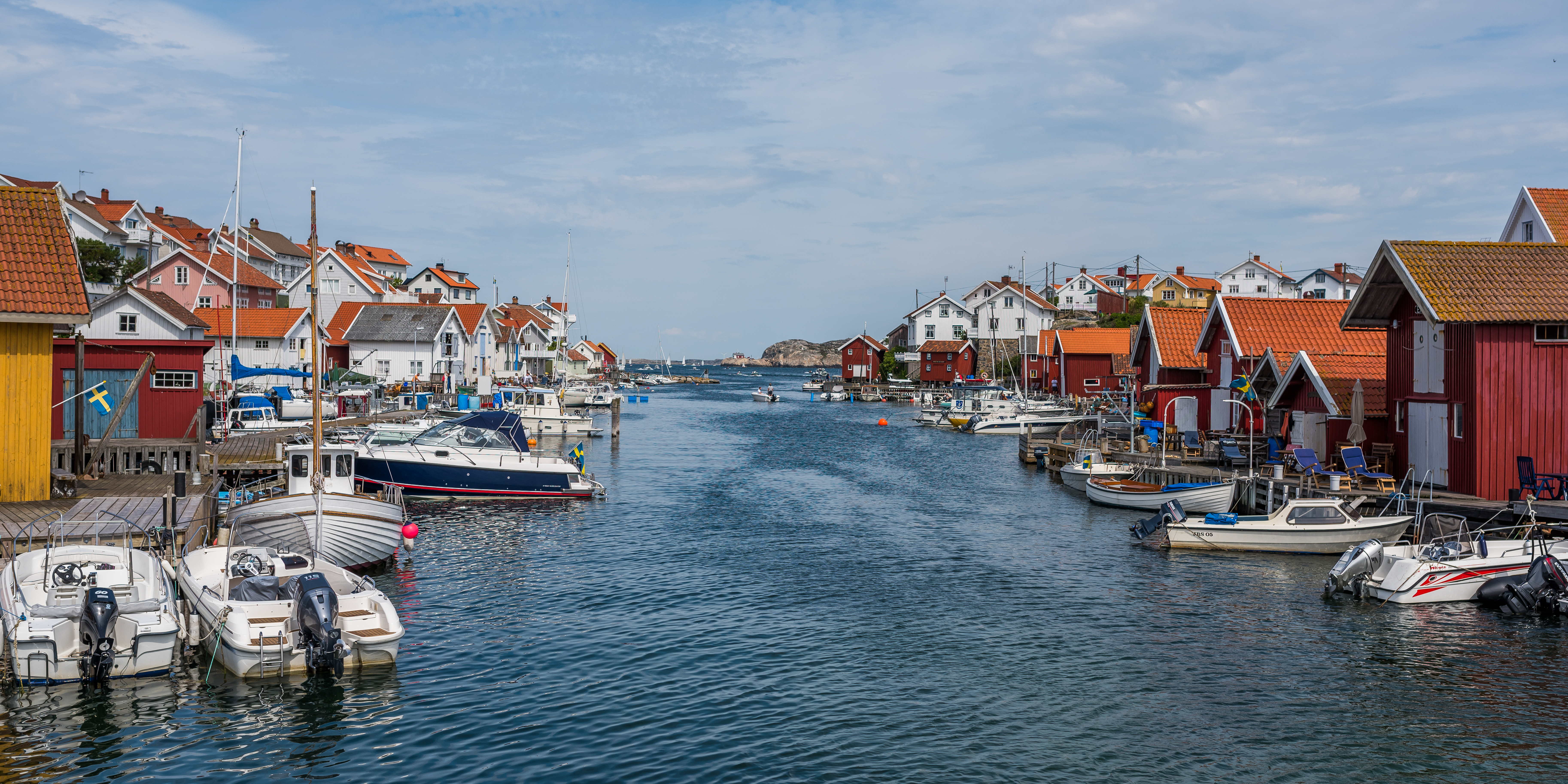
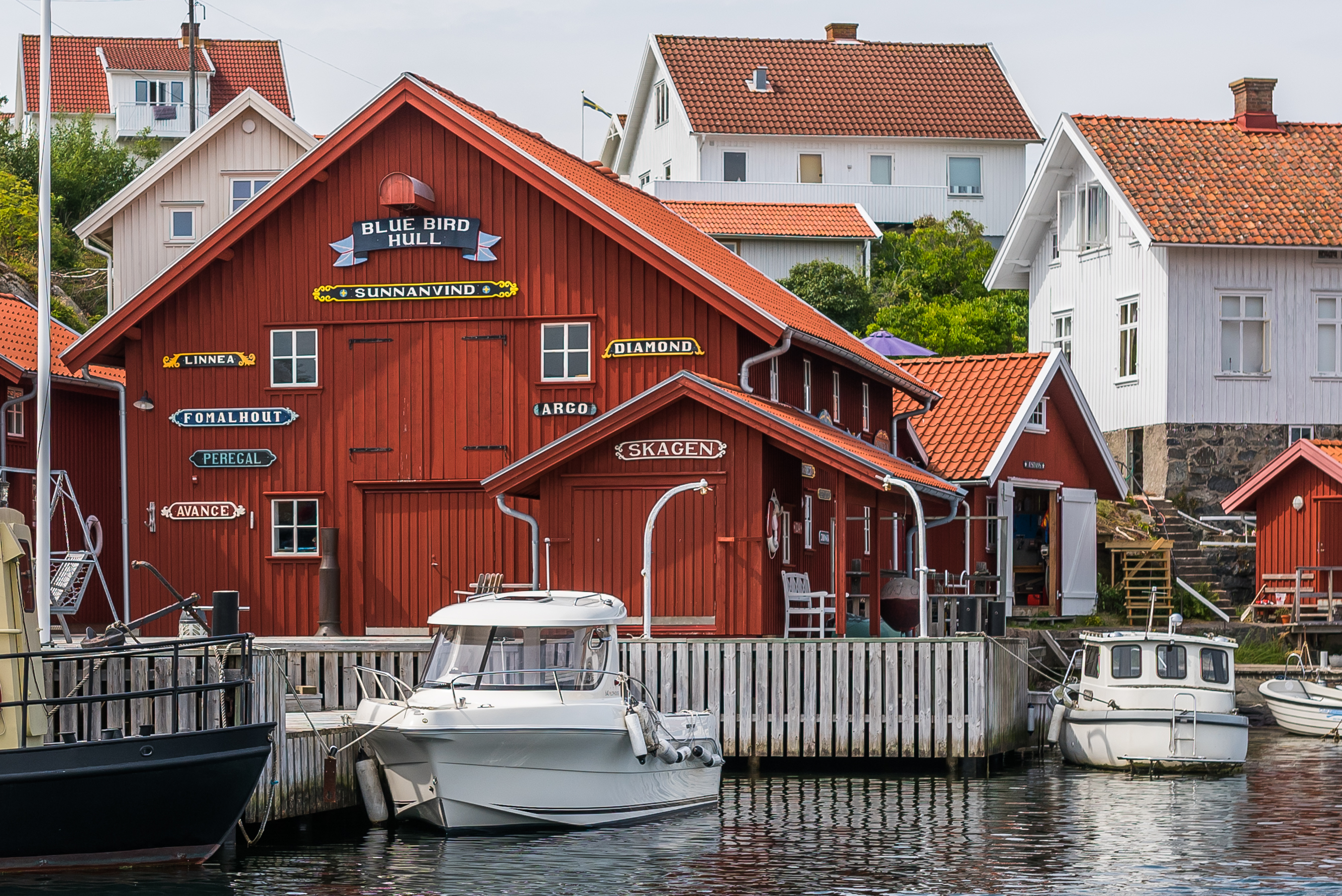